# Retour (chanson)
Ne doit pas être confondu avec « Le Retour », chanson représentant la Suisse au Concours Eurovision de la chanson 1962.
Pour les articles homonymes, voir Retour.
Chansons représentant la Suisse au Concours Eurovision de la chanson
Bonjour, Bonjour
(1969) Les Illusions de nos vingt ans
(1971)
Retour est la chanson représentant la Suisse au Concours Eurovision de la chanson 1970. Elle est interprétée par Henri Dès.
La chanson est la deuxième de la soirée, suivant Waterman interprétée par Hearts of Soul pour les Pays-Bas et précédant Occhi di ragazza interprétée par Gianni Morandi pour l'Italie.
À la fin des votes, la chanson reçoit 8 points et prend la quatrième place sur douze participants.
Henri Dès enregistre cette chanson en anglais (Return), en allemand (Mädchen gibt es überall) et en espagnol (A mi regreso).